# Mert Girmalegesse
Mert Girmalegesse (Geburtsname Shimelis Girma; * 30. November 1987) ist ein türkischer Langstreckenläufer äthiopischer Herkunft.
2003 gewann er bei den Leichtathletik-Jugendweltmeisterschaften die Bronzemedaille über 3000 m. 2007 stellte er beim 15-km-Lauf des Istanbul-Marathons einen Streckenrekord auf. Im Jahr darauf ließ er sich in der Türkei als Selim Bayrak einbürgern.
Mit dem nationalen Rekord von 27:47,75 min qualifizierte er sich am 12. April in Istanbul für den 10.000-Meter-Lauf der Olympischen Spiele 2008 in Peking. Dort verbesserte er als Elfter diese Marke auf 27:29,33 min. Im Herbst siegte er erneut beim Istanbul-Marathon über 15 km mit dem Landesrekord von 43:54 min.
Bei den Leichtathletik-Halleneuropameisterschaften 2009 in Turin wurde er Fünfter über 3000 m.
2010 nahm er seinen jetzigen Namen an. Er startet für die Leichtathletikabteilung von Fenerbahçe Istanbul.

## Persönliche Bestzeiten
- 1 Meile: 4:00,58 min, 7. Juni 2008, Istanbul
- 3000 m: 7:55,12 min, 12. Juli 2003, Sherbrooke
  - Halle: 7:45,46 min, 7. März 2009, Turin (türkischer Rekord)
- 5000 m: 13:26,14 min, 4. Juni 2008, Izmir (türkischer Rekord)
- 10.000 m: 27:29,33 min, 17. August 2008, Peking (türkischer Rekord)
- 15-km-Straßenlauf: 43:22 min, 28. Oktober 2007, Istanbul